# NGC 6953
NGC 6953 – grupa kilku gwiazd (asteryzm) znajdująca się w gwiazdozbiorze Cefeusza. Skatalogował ją Lewis A. Swift 14 września 1885 roku. Identyfikacja obiektu nie jest pewna, gdyż pozycja podana przez Swifta była niedokładna, a nieco dalej od niej znajduje się podobna, ale liczniejsza grupa gwiazd.